# Fachvorgesetzter
Fachvorgesetzter ist ein Vorgesetzter, der in Unternehmen, an Hochschulen, in der öffentlichen Verwaltung oder bei der Bundeswehr die Fachaufsicht über Personal ausübt.

## Allgemeines
Bei den Vorgesetzten unterscheidet man zwischen Fachvorgesetzten und Disziplinarvorgesetzten. Ihnen gemeinsam ist, dass sie als Führungskräfte die Befugnis besitzen, Personalführung über ihnen unterstellte Mitarbeiter wahrzunehmen. Sie unterscheiden sich jedoch nach dem Inhalt der Führungsaufgabe. Während Disziplinarvorgesetzte mit Disziplinarrechten ausgestattet sind, dürfen Fachvorgesetzte im Rahmen eines bestimmten Fachgebiets oder Arbeitsgebiets über alle zur Aufgabenerfüllung notwendigen Handlungen ihrer Mitarbeiter entscheiden und entsprechende Weisungen erteilen.
Die genauen Abgrenzungen zwischen den Arten von Vorgesetzten stammen aus dem Beamtenrecht, dessen Regelungen auch in der privaten Wirtschaft angewandt werden. Reinhard Höhn widmet dem Fachvorgesetzten in seinem Standardwerk Führungsbrevier der Wirtschaft ein eigenes Kapitel und sieht ihn als berechtigte Durchbrechung des Grundsatzes der Einheit der Führung. So kommt es oft vor, dass Mitarbeiter sowohl einem Fachvorgesetzten als auch einem Disziplinarvorgesetzten unterstehen.

## Abgrenzungen
Wer – ohne Vorgesetzter zu sein – befugt ist, im Einzelfall einem anderen für bestimmte Tätigkeiten fachliche Weisungen zu erteilen, ist ein Weisungsberechtigter. Fachliche Weisungen sind als Oberbegriff für die in § 62 BBG genannten „dienstlichen Anordnungen“ und „allgemeinen Richtlinien“ zu verstehen. Richtlinien sind allgemeine Dienstvorschriften, die eine unbestimmte Anzahl von Fällen betreffen, während sich Anordnungen auf konkrete individuell bestimmte Sachverhalte beziehen. Dienstliche Weisungen sind dem Dienstvorgesetzten vorbehalten, der jedoch in seiner Eigenschaft als Vorgesetzter auch fachliche Weisungen erteilen darf, sofern es keinen Fachvorgesetzten gibt. Die fachliche Weisung ist darauf gerichtet, nachgeordneten Mitarbeitern Aufgaben zuzuweisen, deren Durchführung festzulegen und die Art und Weise der Arbeitsausführung zu regeln.

## Aufgaben
Die Aufgabe der Personalführung beschränkt sich bei Fachvorgesetzten auf ein bestimmtes Fachgebiet oder Arbeitsgebiet. In diesem Rahmen kann der Fachvorgesetzte seine fachliche Qualifikation mittels Fachkompetenz einsetzen und die ihm unterstellten Mitarbeiter durch Einarbeitung qualifizieren, den Arbeitsablauf planen, organisieren und koordinieren. Durch Information verbessert er das Fachwissen der Mitarbeiter, durch Zielsetzung vermittelt er die Unternehmensziele, eine fachliche Kontrolle sorgt für richtige Arbeitsergebnisse.
Hierarchische Zuordnungsverhältnisse wie die des Fachvorgesetzten bestehen Werner Thieme zufolge aus
- Anordnungsbefugnis, also dem Recht, „das Handeln eines andern zu bestimmen“;
- Aufsichtsrecht: Fach- und Rechtsaufsicht;
- Evokationsrecht: Vorgesetzte dürfen die Bearbeitung einer Sache an sich ziehen, ohne dass es sich um eine unzulässige Rückdelegation handelt (z. B. Rektor);
- Beanstandungsrecht mit dem Recht zur Aufhebung von Entscheidungen und
- Informationspflicht durch Untergebene.

Diese Aufgaben gehören zu den Kernaufgaben eines Fachvorgesetzten. Daneben hat er für die Einarbeitung und Weiterqualifizierung seiner Mitarbeiter zu sorgen.

## Beamte
Fast jeder Beamte hat außer dem Vorgesetzten noch einen Dienstvorgesetzten, manche haben zudem Fachvorgesetzte. Welche Geschäftsvorfälle beispielsweise der Finanzbeamte zu bearbeiten hat, entscheidet der Fachvorgesetzte (Abteilungsleiter), über seinen Urlaubsantrag entscheidet als Dienstvorgesetzter der Leiter des Finanzamts. Ausnahmen: Professoren unterliegen als Hochschullehrer der nach Art. 5 Abs. 3 GG garantierten Freiheit von Forschung und Lehre, Richter der in Art. 97 Abs. 1 GG kodifizierten richterlichen Unabhängigkeit. Deshalb besitzen beide keinen Fachvorgesetzten, sondern unterstehen lediglich einem Disziplinarvorgesetzten. Auch Lehrkräfte haben in der Regel nur Vorgesetzte und Dienstvorgesetzte, jedoch keine Fachvorgesetzte.
Bei diesem handelt es sich an Hochschulen um den Präsidenten bzw. Rektor der Hochschule. Der Hochschullehrer bzw. Professor hat dabei zwar keinen Fachvorgesetzten, ist jedoch selbst Fachvorgesetzter gegenüber den nichtprofessoralen Mitarbeitern, die ihm durch den Präsidenten bzw. Rektor zugewiesen sind. Richter haben streng genommen keinen Dienstvorgesetzten im beamtenrechtlichen Sinn, sondern unterliegen nach § 26 DRiG der Dienstaufsicht des Gerichtspräsidenten.
Sind Vorgesetzte, Fach- und Dienstvorgesetzte verschiedene Personen, muss der Fachvorgesetzte und Vorgesetzte im Rahmen der Mitarbeiterbewertung dem Dienstvorgesetzten wichtige Informationen vermitteln, damit dieser die fachlichen Aspekte der Arbeitsleistung untergebener Mitarbeiter berücksichtigen kann. Der Fachvorgesetzte muss im Rahmen der Remonstration nach § 63 BBG rechtliche Einwände Untergebener gegen seine dienstlichen Weisungen zulassen. Auch ein Beschäftigter im öffentlichen Dienst kann Fachvorgesetzter eines Beamten sein,  dies ist im Staatsdienst aber sehr selten und in manchen Ressorts nicht zulässig (z.b. bei staatlichen Lehrkräften).

## Bundeswehr
Fachvorgesetzter ist, wer in einem der vom Bundesministerium der Verteidigung eingerichteten Fachdienste eine fachliche Befehlsbefugnis gegenüber den ihm unterstellten Soldaten hat. Damit obliegt den Fachvorgesetzten kraft Dienststellung nach § 2 VorgV die Leitung des Fachdienstes von Soldaten. Drei Bereiche besitzen einen Fachdienst, und zwar der Sanitätsdienst, Militärmusikdienst und der Geoinformationswesen der Bundeswehr. So ist beispielsweise der Inspizient Wehrpharmazie höchster Fachvorgesetzter im Fachgebiet Wehrpharmazie. Gemäß § 1 Abs. 2 VorgV soll der Disziplinarvorgesetzte nicht in den Fachdienst eingreifen, sofern Fach- und Disziplinarvorgesetzter nicht identisch sind.